# Maria Teresa Fontela Goulart

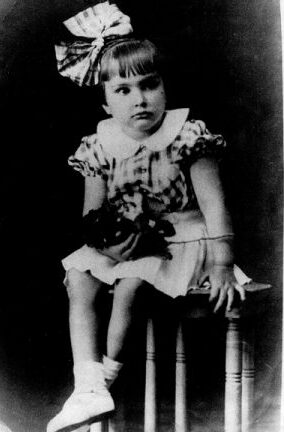
Maria Thereza vào những năm 1930

Maria Thereza Fontella Goulart (sinh ngày 23 tháng 8 năm 1936) là phu nhân của Tổng thống thứ 24 của Brasil, João Goulart, và từng là Đệ nhất Phu nhân trong thời kỳ ông tại nhiệm từ năm 1961 đến năm 1964, khi ông bị lật đổ bởi một cuộc đảo chính do quân đội lãnh đạo.

## Tiểu sử

### Thời thơ ấu
Sinh ra tại vùng nội địa bang Rio Grande do Sul, Maria Thereza là con gái của Dinarte Fontella và Maria Júlia Pasqualotto, hai người nhập cư gốc Ý. Bà được sinh ra một mình trên một con đường vắng khi mẹ bà mới 15 tuổi. Cùng mẹ, bà học tiếng Ý và học cưỡi ngựa, bắn súng từ cậu ruột – bà đã thành thạo bắn mục tiêu từ năm 8 tuổi.
Năm 5 tuổi, bà chuyển đến sống với dì Horaides Zambone tại São Borja để hồi phục chứng thiếu máu. Cũng năm đó, bà được nhập học tại Trường Tiểu học Getúlio Vargas nhưng bị đuổi học. Sau đó, bà theo học tại một trường dòng rất nghiêm khắc trong hai năm trước khi cũng bị đuổi khỏi đó.
Maria Thereza tiếp tục học nội trú tại Trường Cao đẳng Giám lý Hoa Kỳ ở Porto Alegre, nơi bà sống dưới sự giám hộ nghiêm ngặt của một người chị họ. Tại São Borja, nhà bà sống gần nhà João Goulart, người mà bà gặp lần đầu khi 14 tuổi. Theo lời kể của bà, chính bà là người mang thư đến cho ông theo yêu cầu của Dinarte Dornelles, bác của Tổng thống Getúlio Vargas.
Ở Porto Alegre, tại nhà của dì América Fontella – người kết hôn với Spartacus Dornelles Vargas (em trai của Getúlio Vargas), Maria Thereza gặp Leonel Brizola khi mới 12 tuổi. Bà gặp lại João Goulart khi 13 tuổi còn ông 31 tuổi. Trong buổi dạ hội ra mắt công chúng của mình, Goulart là một trong những khách mời. Theo lời bà, khi đó bà chưa hề "yêu từ cái nhìn đầu tiên" vì không thể tưởng tượng rằng mình có thể hẹn hò với một người có tầm ảnh hưởng như vậy. Một trong những chị họ của Maria Thereza là Yara Vargas, sau này là một trong những người sáng lập Đảng Lao động Dân chủ (PDT).

### Hôn nhân và con cái
Năm 1955, khi hoàn thành việc học, Maria Thereza bắt đầu hẹn hò với Jango Goulart. Họ kết hôn vào năm sau đó khi bà 19 tuổi, và Jango đang tranh cử Phó Tổng thống Brasil. Khi ấy, Brasil tổ chức bầu cử riêng cho Tổng thống và Phó Tổng thống – và Jango thậm chí còn nhận được nhiều phiếu hơn cả Tổng thống đắc cử Juscelino Kubitschek. Sau khi kết hôn, Maria Thereza trở thành em dâu của Leonel Brizola, chồng của chị gái Jango.
Năm 1960, Jango tái đắc cử Phó Tổng thống, giúp Maria Thereza giữ vai trò Đệ nhị Phu nhân từ 1956 đến 1961, cho đến khi Jânio Quadros từ chức Tổng thống. Khi chồng nhậm chức Tổng thống, Maria Thereza trở thành Đệ nhất Phu nhân trẻ nhất trong lịch sử Brasil ở tuổi 25.
Họ có hai người con: cựu nghị sĩ João Vicente và sử gia Deize. Trong thời kỳ làm Đệ nhị Phu nhân, gia đình sống tại Tòa nhà Chopin, gần Cung điện Copacabana ở Rio de Janeiro. Khi làm Đệ nhất phu nhân, bà sống tại Granja do Torto (nơi ở phụ tổng thống) ở thủ đô mới Brasília, dù có ở Phủ Tổng thống Palácio da Alvorada trong sáu tháng – nhưng bà thích Granja do Torto hơn vì yêu thích cưỡi ngựa.

### Cuộc sống với tư cách Đệ nhất Phu nhân

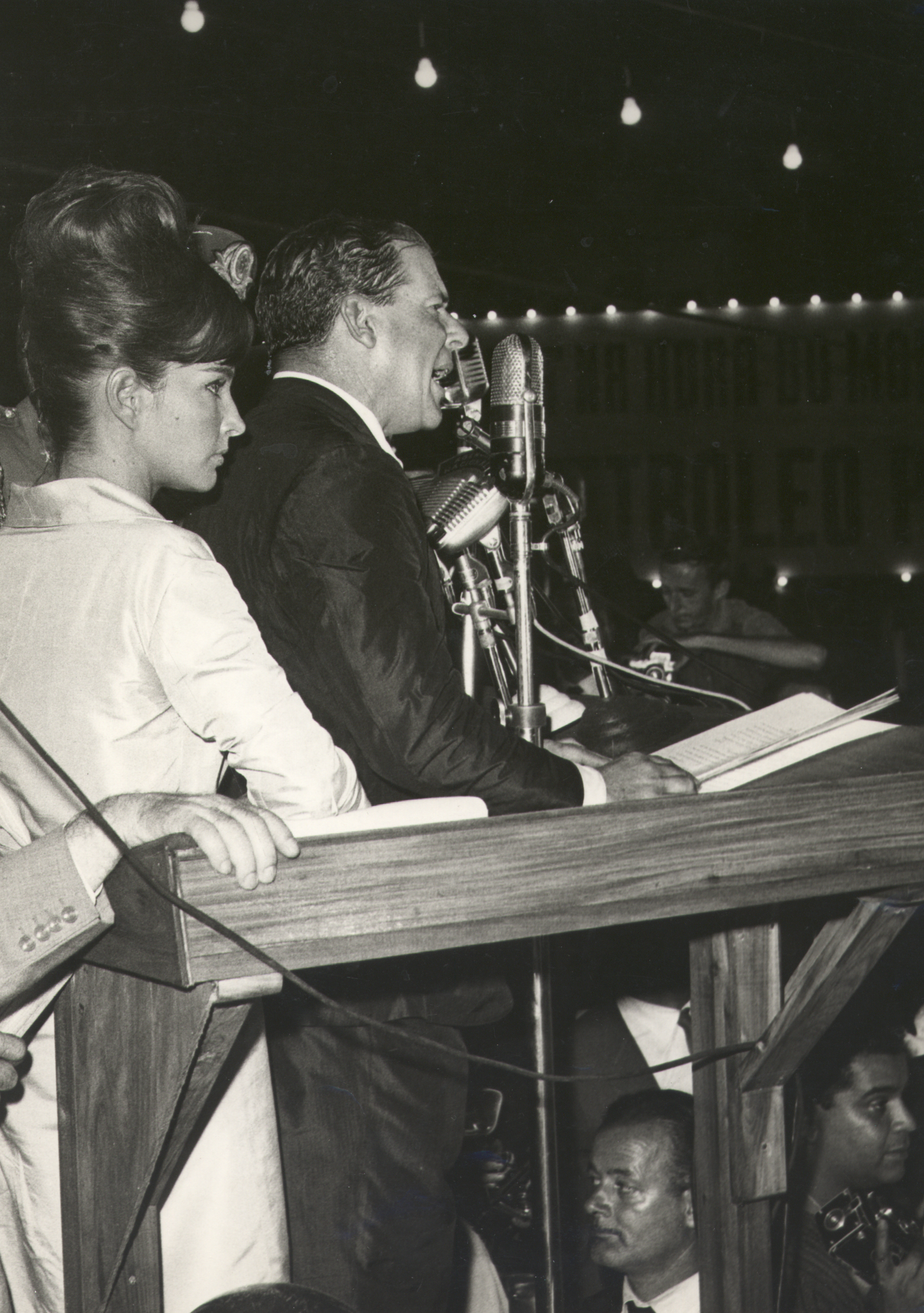
Maria Thereza tháp tùng chồng mình trong cuộc mít tinh tại Central vào ngày 13 tháng 3 năm 1964.

Tháng 8 năm 1961, khi chồng đang công du tại Trung Quốc, Maria Thereza và các con nghỉ tại một khách sạn ở Tây Ban Nha. Tại đây, bà nhận được tin Jânio Quadros từ chức và chồng bà sẽ trở thành Tổng thống. Báo chí liên tục gọi điện đến phòng khách sạn của bà.
Quadros khuyên bà ở lại khách sạn cho đến khi tình hình với các tướng lĩnh quân đội ổn định – vì họ từ chối công nhận Jango do mối liên hệ với Đảng Cộng sản và Đảng Xã hội Brasil. Maria Thereza chỉ quay về nước khi Jango chính thức nhậm chức.
Là Đệ nhất phu nhân, Maria Thereza thành lập trụ sở mới của tổ chức Quân đoàn Trợ giúp Brasil (Legião Brasileira de Assistência) tại Brasília – một tổ chức từ thời Đệ nhất phu nhân Darcy Vargas lập ra để giúp đỡ người nghèo. Bà tổ chức nhiều sự kiện từ thiện, thu hút giới thượng lưu tham gia.
Bà nổi tiếng với phong cách thời trang cao cấp, thường diện đồ couture tại các sự kiện công chúng, được ví như Jacqueline Kennedy, và từng xuất hiện trên bìa nhiều tạp chí. Nhà thiết kế riêng của bà là Dener Pamplona de Abreu.   

### Cuộc sống lưu vong
Sau khi chồng bị lật đổ ngày 1 tháng 4 năm 1964, gia đình Goulart sống lưu vong ở Uruguay. Sau này, hai con chuyển đến Luân Đôn, còn Jango và Maria Thereza sang Argentina để điều hành việc kinh doanh. Jango qua đời ở Mercedes vào đêm ngày 6 tháng 12 năm 1976. Nguyên nhân chính thức là nhồi máu cơ tim, nhưng có nghi ngờ vì không khám nghiệm tử thi, và bác sĩ chỉ ghi "bệnh tật" (enfermedad) làm nguyên nhân tử vong. Ông được chôn cất ở quê nhà São Borja, với 30.000 người tham dự, nhưng báo chí bị kiểm duyệt không đưa tin. Gia đình bị cấm trở về Brasil cho đến khi có luật ân xá năm 1979.

## Lệnh ân xá
Ngày 15 tháng 11 năm 2008, Maria Thereza và cố Tổng thống João Goulart được Chính phủ Liên bang Brasil chính thức ân xá chính trị. Bà nhận được khoản bồi thường 644.000 real (~322.000 USD), được chi trả bằng lương hưu hàng tháng 5.425 real (~2.712 USD), để bù đắp cho việc Jango bị cấm hành nghề luật. Ngoài ra, bà còn nhận thêm 100.000 real (~50.000 USD) cho 15 năm bị cấm hồi hương.
"Chính phủ thừa nhận những sai lầm trong quá khứ và xin lỗi một người đã bảo vệ đất nước và nhân dân – một người mà lẽ ra chúng ta không thể thiếu."— Tổng thống Luiz Inácio Lula da Silva

## Phim
Đạo diễn Susanna Lira dự kiến khởi quay bộ phim "Vestida de Silêncio" (Khoác Lên Mình Sự Im Lặng) từ năm 2021 – kể về cuộc đời João Goulart dưới góc nhìn của Maria Thereza.